# 王式 (漢朝)
王式（？—？），字翁思，為西汉经学家，治魯詩，亦是著名文學家，與申培等人同為儒家學者，也是申公的三傳弟子，所傳詩屬今文經。
王式曾為昌邑王劉賀師，漢昭帝崩，昌邑王立，然昌邑王因荒淫被廢，其僚臣均入獄治罪。王式淪為死囚，治事使者問他：「為什麼沒有向昌邑王上諫書？」王式回答：「我每天以《詩經》教導王，要他反覆誦讀忠臣孝子的篇章，也哭著深切陳述那些昏君的篇章。我以詩三百勸諫，所以沒有諫書。」使者聽了，就回報減免他的死刑。

## 延伸阅读
[在维基数据编辑]
 《漢書·卷088》，出自班固《漢書》